# Sphodros abboti
Sphodros abboti is een spinnensoort in de taxonomische indeling van de mijnspinnen (Atypidae).
Het dier behoort tot het geslacht Sphodros. De wetenschappelijke naam van de soort werd voor het eerst geldig gepubliceerd in 1835 door Charles Athanase Walckenaer.